# Ni Ni
Ni Ni (en chinois 倪妮), née le 8 août 1988 à Nankin, en Chine a est une actrice chinoise.

## Biographie
Ni Ni est découverte en 2011 pour son rôle de Yu Mo dans le film The Flowers of War réalisé par Zhang Yimou. Pour ce rôle, elle remporte le Asian Film Awards du meilleur débutant et le prix de la meilleure actrice du Shanghai Film Critics Circle en 2012. 
En 2013, elle est désignée, avec les actrices Angelababy, Yang Mi et Liu Shishi, comme l'une des quatre nouvelles quatre actrices Dan. En chinois : 旦, dàn est le nom général des rôles féminins dans l'opéra chinois, souvent liés aux rôles principaux. Ils peuvent être interprétés par des acteurs ou des actrices, terme chinois, tiré des catégories de rôles de l'opéra chinois, en référence aux quatre jeunes actrices de la Chine continentale les plus prometteuses au début des années 2000 : Zhang Ziyi, Zhao Wei, Zhou Xun et Xu Jinglei.

## Filmographie
| Année | Titre                   | Titre chinois  | Rôle         | Notes                                                                                |
| ----- | ----------------------- | -------------- | ------------ | ------------------------------------------------------------------------------------ |
| 2011  | Sacrifices of War       | 金陵十三钗     | Yu Mo        | Réalisé par Zhang Yimou                                                              |
| 2013  | Redemption              | 杀戒           | Jiang Yuee   |                                                                                      |
| 2013  | Love Will Tear Us Apart | 我想和你好好的 | Miaomiao     |                                                                                      |
| 2013  | Up in the Wind          | 等风来         | Cheng Yumeng |                                                                                      |
| 2014  | Fleet of Time           | 匆匆那年       | Fang Hui     |                                                                                      |
| 2015  | Bride Wars              | 新娘大作战     | Ma Li        |                                                                                      |
| 2016  | The Warriors Gate       | 勇士之門       | Su Lin       | Co-production franco-chinoise Luc Besson crédité en tant que producteur & scénariste |
| 2016  | Suddenly Seventeen      | 28岁未成年     | Liang Xia    |                                                                                      |
| 2017  | Manhattan Love Story    | 曼哈顿爱情故事 |              |                                                                                      |
| 2017  | Miracle's Fighter       | 奇门遁甲       |              |                                                                                      |
| 2017  | The Tales of Wukong     | 悟空传         | Zi Xia       |                                                                                      |
| 2018  | The Rise of Phoenixes   | 凰权·弈天下    | Feng Zhiwei  | Série télévisée                                                                      |
| 2018  | Savage                  | Xue bao        | Cui Siwei    |                                                                                      |
| 2020  | Shock Wave 2            | 拆弹专家2      | Pong Ling    |                                                                                      |